# あきら ぼくの好きな歌
フィンガー5 あきら ぼくの好きな歌（あきら ぼくのすきなうた）は、1974年7月5日、フィリップスレコードより発売された、フィンガー5のボーカル、晃唯一のソロアルバム。

## 収録曲
1. いつになったら（訳詞/立木寝損 作曲/G.Mills-L.Reed  編曲/三枝伸）
2. この胸のときめきを（訳詞/岩谷時子 作曲/P.Donaggio-V.Pallavicini 編曲/三枝伸）
3. 窓辺のデート（訳詞/たきのえいじ 作曲/C.Davis 編曲/三枝伸）
4. あなた（作詞・作曲/小坂明子 編曲/三枝伸）
5. 恋のハートビート（作詞/たきのえいじ 作曲/Williams-Kennedy 編曲/三枝伸）
6. イエスタデイ・ワンス・モア（作詞/世志凡太 作曲/J.Bettis-R.Carpenter 編曲/山崎泉）
7. サインはウィッシュ（作曲/立木寝損 作曲・編曲/三枝伸）
8. 銀の十字架（作詞/立木寝損 作曲・編曲/三枝伸）
9. 君は僕の悩み（作詞・作曲/たきのえいじ 編曲/三枝伸）
10. デイゴの少女（作詞・作曲・編曲/三枝伸）
11. ロック天国（作詞・作曲/つのだ★ひろ 編曲/瀬尾一三）
12. 悲しきクラス替え（作詞・作曲/つのだ★ひろ 編曲/瀬尾一三）